# Luminosa Bogliolo
Luminosa Bogliolo (Albenga, 3 luglio 1995) è un'ostacolista italiana.
Studentessa di medicina veterinaria a Torino, è allenata da Ezio Madonia e Antonio Dotti.

## Biografia
Nata ad Albenga, in provincia di Savona, ha iniziato a praticare l'atletica leggera all'età di 13 anni presso la società di atletica del suo paese, l'Atletica Ceriale San Giorgio, per poi passare nel 2009 nelle file del CUS Genova. Dopo aver gareggiato in diverse rassegne nazionali giovanili,  nel 2017 ha partecipato agli Europei under 23 di Bydgoszcz non riuscendo a qualificarsi per la finale dei 100 m ostacoli. Nello stesso anno ha gareggiato alle XXIX Universiadi di Taipei, fermandosi ancora una volta alle semifinali. In Italia ha disputato la finale dei 100 m ostacoli ai campionati italiani assoluti, piazzandosi al sesto posto.
L'anno successivo, al meeting di Savona, ha corso i 100 m ostacoli in 12"99, diventando la quinta italiana di sempre capace di scendere sotto la barriera dei 13 secondi nella specialità e ottenendo il minimo di qualificazione per gli Europei assoluti. Ha poi preso parte ai XVIII Giochi del Mediterraneo di Tarragona, dove ha conquistato la medaglia d'argento nei 100 m ostacoli con il tempo di 13"30, a pari merito con la greca Elisavet Pesiridou. Ai campionati europei di Berlino 2018 ha superato le batterie di qualificazione dei 100 m ostacoli con l'ultimo tempo di ripescaggio, venendo eliminata nella successiva semifinale con 13"09. Nello stesso anno ha conquistato a Pescara il suo primo titolo italiano assoluto, vincendo la finale dei 100 m ostacoli in 13"21.
Nel 2019 è entrata a far parte delle Fiamme Oro. Il 30 giugno dello stesso anno, in occasione del meeting Resisprint di La Chaux-de-Fonds, in Svizzera, ha migliorato il suo primato personale dei 100 m ostacoli portandolo a 12"78, seconda prestazione italiana di sempre, a due centesimi dal record italiano stabilito da Veronica Borsi nel 2013. In finale ha eguagliato lo stesso record italiano, ma la prestazione non è stata omologata per vento oltre i limiti. L'11 luglio dello stesso anno ha vinto la medaglia d'oro nei 100 m ostacoli alle XXX Universiadi di Napoli con il tempo di 12"79, a un centesimo dal record personale e a tre centesimi dal primato nazionale. Il 27 luglio ha conquistato a Bressanone il suo secondo titolo italiano assoluto della specialità correndo in 12"85. Ad agosto ha vinto i 100 m ostacoli agli Europei a squadre di Bydgoszcz imponendosi prima con 12"83 nelle semifinali e poi con 12"87 in finale, precedendo la tedesca Cindy Roleder. Ad ottobre ha infine gareggiando ai campionati mondiali di Doha 2019, vincendo la propria batteria dei 100 m ostacoli con il tempo di 12"80 ma venendo eliminata in semifinale con 13"06, concludendo una stagione comunque molto positiva. Durante il 2019 è infatti scesa regolarmente per 9 volte sotto i 13" nei 100 m ostacoli, 11 se si considerano le prestazioni ventose.
Ai Giochi olimpici di Tokyo 2020 ha migliorato di un centesimo il record italiano dei 100 m ostacoli arrivando quarta nella propria semifinale con il tempo di 12"75, dopo aver corso le batterie in 12"93.

## Progressione

### 100 metri ostacoli
| Stagione | Tempo | Luogo             | Data      | Rank. Mond. |
| -------- | ----- | ----------------- | --------- | ----------- |
| 2022     | 12"99 | Savona            | 18-5-2022 |             |
| 2021     | 12"75 | Tokyo             | 1-8-2021  | 17ª         |
| 2020     | 12"79 | Turku             | 11-8-2020 |             |
| 2019     | 12"78 | La Chaux-de-Fonds | 30-6-2019 | 20ª         |
| 2018     | 12"99 | Savona            | 23-5-2018 | 61ª         |
| 2017     | 13"44 | Trieste           | 1-7-2017  | 245ª        |
| 2016     | 13"85 | Milano            | 2-6-2016  | 590ª        |
| 2015     | 14"18 | Torino            | 25-7-2015 | 1006ª       |
| 2014     | 14"38 | Savona            | 28-6-2014 |             |
| 2013     | 14"62 | Savona            | 20-6-2013 |             |
| 2013     | 14"62 | Rieti             | 15-6-2013 |             |
| 2012     | 14"83 | Firenze           | 30-6-2012 |             |
| 2011     | 15"02 | Rieti             | 2-10-2011 |             |

## Palmarès
| Anno | Manifestazione          | Sede      | Evento   | Risultato  | Prestazione | Note             |
| ---- | ----------------------- | --------- | -------- | ---------- | ----------- | ---------------- |
| 2017 | Europei U23             | Bydgoszcz | 100 m hs | Semifinale | 13"50       |                  |
| 2017 | Universiadi             | Taipei    | 100 m hs | Semifinale | 13"99       |                  |
| 2017 | Universiadi             | Taipei    | 4×100 m  | Finale     | dnf         |                  |
| 2018 | Giochi del Mediterraneo | Tarragona | 100 m hs | Argento    | 13"30       |                  |
| 2018 | Europei                 | Berlino   | 100 m hs | Semifinale | 13"09       |                  |
| 2019 | Europei indoor          | Glasgow   | 60 m hs  | Semifinale | 8"11        |                  |
| 2019 | Universiadi             | Napoli    | 100 m hs | Oro        | 12"79       |                  |
| 2019 | Mondiali                | Doha      | 100 m hs | Semifinale | 13"06       |                  |
| 2021 | Europei indoor          | Toruń     | 60 m hs  | 6ª         | 7"99        | =                |
| 2021 | Giochi olimpici         | Tokyo     | 100 m hs | Semifinale | 12"75       | Record nazionale |

## Campionati nazionali
- 4 volte campionessa italiana assoluta dei 100 metri ostacoli (2018, 2019, 2020, 2021)
- 1 volta campionessa italiana assoluta dei 60 metri ostacoli indoor (2019)

2017
- 5ª ai campionati italiani assoluti indoor (Ancona), 60 m hs - 8"40
- 6ª ai campionati italiani assoluti (Trieste), 100 m hs - 13"63

2018
- 5ª ai campionati italiani assoluti indoor (Ancona), 60 m hs - 8"35
- Oro ai campionati italiani assoluti (Pescara), 100 m hs - 13"21

2019
- Oro ai campionati italiani assoluti indoor (Ancona), 60 m hs - 8"10
- Oro ai campionati italiani assoluti  (Bressanone), 100 m hs - 12"85

2020
- Oro ai campionati italiani assoluti (Padova), 100 m hs - 13"02

2021
- Oro ai campionati italiani assoluti (Rovereto), 100 m hs - 12"90

2022
- Argento ai campionati italiani assoluti indoor (Ancona), 60 m hs - 8"18

## Altre competizioni internazionali
2019
- Oro nella Super League degli Europei a squadre ( Bydgoszcz), 100 m hs - 12"87

2020
- Oro al Bauhaus-Galan ( Stoccolma), 100 m hs - 12"88
- Argento al Golden Gala Pietro Mennea ( Roma), 100 m hs - 12"83

2021
- Argento nella Super League degli Europei a squadre ( Chorzów), 100 m hs - 13"05
- 5ª al Golden Gala Pietro Mennea ( Firenze), 100 m hs - 12"99